# David F. Gibson
David F. Gibson (* 7. März 1953 in Philadelphia;) war ein US-amerikanischer Jazzmusiker (Schlagzeug).

## Leben und Wirken
Gibson erwarb den Bachelor of Music an der Temple University. Später studierte er im Jazz-Masterstudiengang der Rutgers University.
Gibson tourte mit dem Count Basie Orchestra (der Ghost Band unter der Leitung von Frank Foster); außerdem trat er mit verschiedenen Künstlern und Ensembles aufgetreten, darunter Joe Williams, Clark Terry, dem Sun Ra Arkestra, dem Odean Pope Saxophone Choir, dem Duke Ellington Orchestra und Woody Herman and His Orchestra. Außerdem ist er auf Aufnahmen von Diane Schuur (Music is My Life), The Radam Schwartz Organ Big Band und Harry „Sweets“ Edison (Live at the Iridium) zu hören. Im Bereich des Jazz war er laut Tom Lord zwischen 2011 und 2021 an vier Aufnahmesessions beteiligt, zuletzt mit Claire Daly/George Garzone (VuVu for Frances).
Gibsons Interesse an Fernsehmedien führte zu zahlreichen Kooperationen mit Produzenten lokaler Philadelphia-Programme, darunter City Lights, Perspective und Sesamstraße. Mehr als 100 Musiktitel hat er für die religiöse Kabelsendung Time of Deliverance aufgenommen. Später produzierte er seine eigene monatliche Kabelfernsehsendung Drummin’ with Dave.
Gibson war außerordentlicher Professor an der New School for Jazz and Contemporary Music. Als Pädagoge unterrichtete Gibson  weltweit auf Workshops. 1994 gründete er die gemeinnützige Organisation Collective Arts Services Inc., um die schwindenden Musikprogramme im öffentlichen Schulsystem zu ersetzen und Stipendien für darstellende Künstler zu sichern.
Der Musikkritiker Jerry Carrier (Philadelphia Daily News) schrieb über ihn: „Gibson ist vielleicht der ultimative Bandschlagzeuger.“